# Dennenzwavelkop
De dennenzwavelkop (Hypholoma capnoides, synoniem: Nematoloma capnoides) is een eetbare paddenstoel die behoort tot de familie Strophariaceae. Het gele, zwak geurende vlees heeft een zoete smaak. De paddenstoelen zijn te vinden in de zomer en herfst.

## Kenmerken
Hoed
De hoed heeft een diameter van 2 tot 6 cm. De vorm is aanvankelijk convex, later afgeplat, vaak met een onopvallende, kleine umbo, uiteindelijk plat, maar kan soms licht gewelfd zijn. De randen van de hoed zijn mosterdgeel tot okergeel, het midden is donkerder - roestgeel.
Lamellen
De lamellen die aan de onderkant van de hoed zitten zijn in het jonge stadium crèmekleurig en verlopen naar grijzig lila of olijfzwart. Ze zitten breed aan de steel aangehecht. Ze zijn bijna vol en worden afgewisseld met kortere tussenlamellen.
Steel
De steel is aan de bovenzijde witachtig of lichtgeel van kleur, naar de onderzijde toe verkleurt de kleur naar geelbruin tot roestbruin. Het groeit vijf tot acht centimeter lang en drie tot zeven, of tot 15 millimeter breed. De steel is hol en door de getufte groei min of meer gebogen. Bij jonge vruchtlichamen kan een ringzone worden aangegeven door velumresten.
Geur en smaak
Het dunne vruchtvlees is zacht, witachtig en heeft een aangename geur. Het smaakt mild en niet bitter.
Sporenprint
De sporenprint is donker paarsachtig bruin. 
Sporen
De donkergekleurde sporen zijn glad, langwerpig-ellipsoïde en zijn 7-9 × 4-5 μm groot.

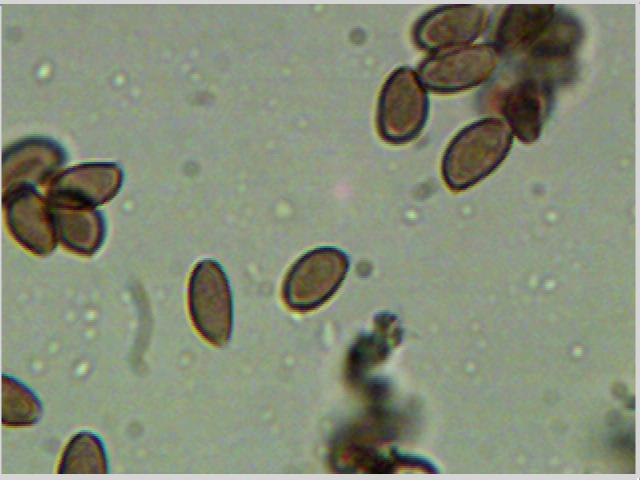
Sporen
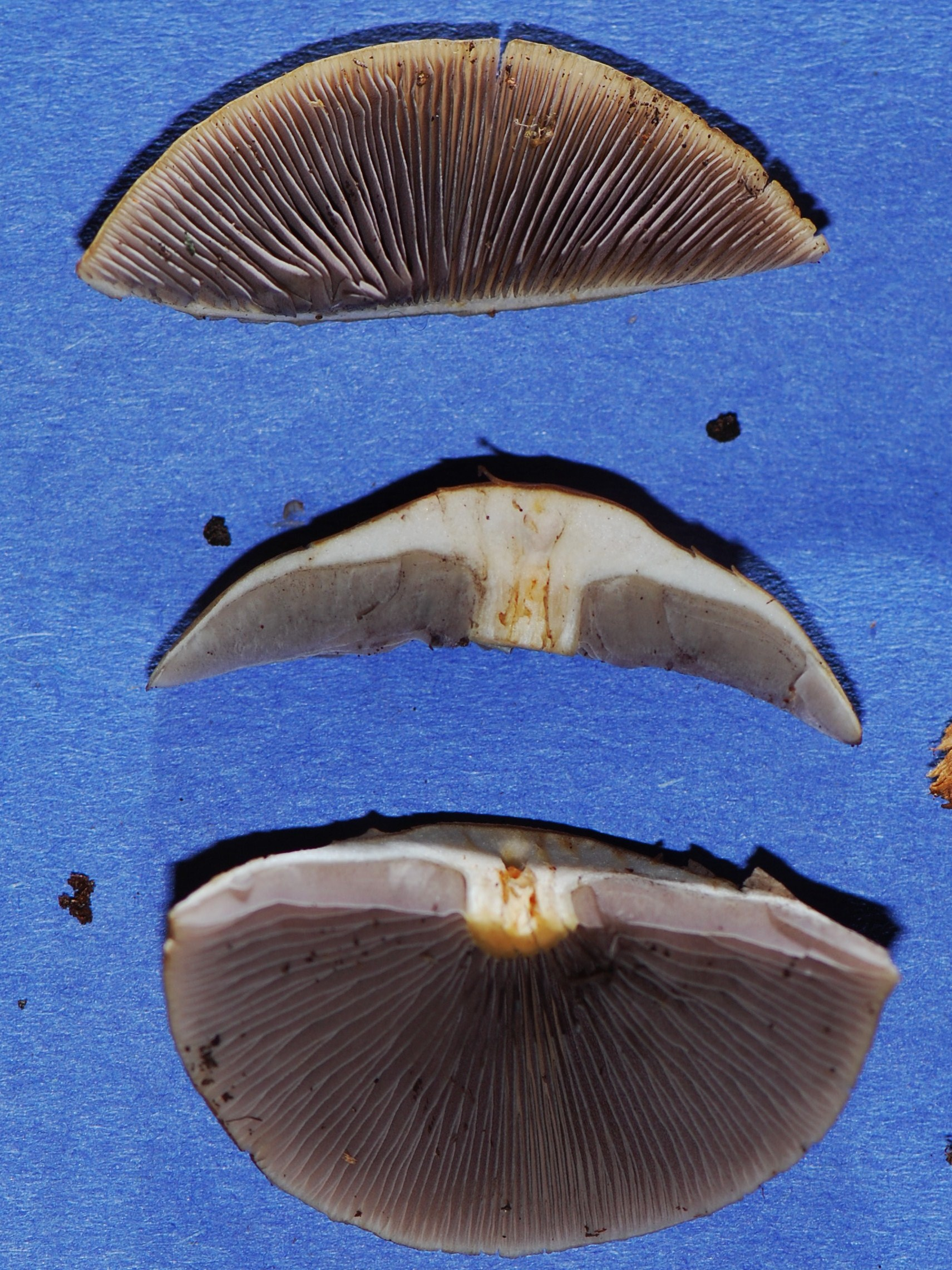
Lamellen

## Leefomgeving
De dennenzwavelkop is in Nederland zeer algemeen en groeit in dichte groepen op dood naaldhout.

## Gelijkende soorten
De dennenzwavelkop kan makkelijk verwisseld worden met de giftige gewone zwavelkop (Hypholoma fasciculare) en het eetbare stobbezwammetje (Pholiota mutabilis).

## Namen in andere talen
De namen in andere talen kunnen vaak eenvoudig worden opgezocht met de interwiki-links.
- Duits: Graublättriger Schwefelkopf
- Engels: Brown Gilled Mushroom
- Frans: Hypholome à lames enfumées
- Italiaans: Atlante dei funghi, Funghi commestibili e velenosi